# Toxicocalamus nigrescens
Toxicocalamus nigrescens — вид отруйних змій родини аспідових (Elapidae). Ендемік Папуа Нової Гвінеї. Описаний у 2017 році.

## Поширення й екологія
Toxicocalamus nigrescens ендеміками острова Фергюссон в групі островів Д'Антркасто. Вони живуть в тропічних лісах.